# Formica manni
Formica manni é uma espécie de formiga do gênero Formica, pertencente à subfamília Formicinae.